# La Goya
La Goya, pseudonimo di Aurora Purificación Mañanós Jauffret (Bilbao, 5 dicembre 1891 – Madrid, 4 giugno 1950), è stata una cantante tonadillera spagnola, conosciuta appunto come il nome artistico La Goya. Il suo stile ebbe molta eco e fu molto imitato da altri artisti del genere cuplé.

## Biografia

### Primi anni e formazione

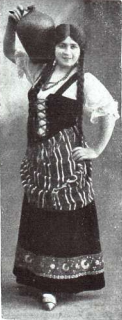
La Goya

La Goya nacque a Bilbao il 5 dicembre 1891. Figlia di Balbino Mañana e di Aurora Jauffret, figlia del Bocho, ha avuto un'infanzia illuminata e cosmopolita, a differenza della maggior parte delle stelle dello stesso genere, provenienti da classi sociali basse.

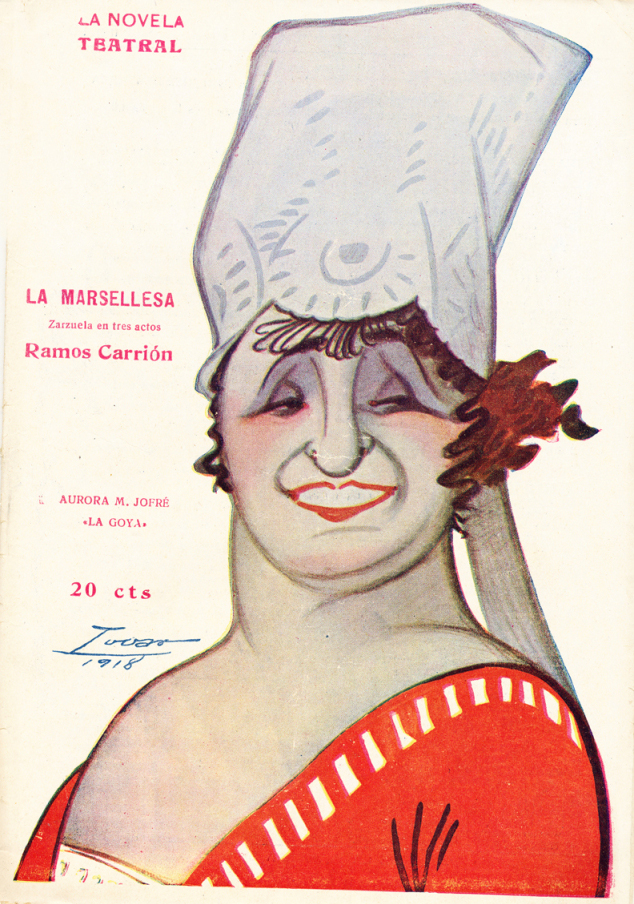
Caricaturata di Manuel Tovar Siles su una copertina di La Novela Teatral (1918)

Non solo godeva di una solida formazione intellettuale, parlava inglese, francese e italiano, ma acquisì anche conoscenze di solfeggio e pianoforte alla Scuola del Sacro Cuore di Madrid, dove cominciò a scoprire un forte interesse per il mondo del teatro. All'epoca sua madre aveva sposato il famoso pelotaro Miguel Zabarte, che aveva ottenuto grandi vittorie e fortune in Messico, paese in cui la famiglia viaggiava spesso.

### La carriera
In Messico, conosce e si forma con Maria Conesa, una delle più famose artiste spagnole per cinquant'anni dell'arte frivola messicana. Tornata in Spagna decide di tentare la fortuna e di avventurarsi finalmente nel mondo dello spettacolo, consapevole delle tante qualità che possiedeva. La conoscenza di alcune lingue, l'abilità al pianoforte, la formazione al canto con il baritono guipuzcoano Ignacio Tabuyo e l'originalità del design con cui si preparava lei stessa i suoi abiti, furono di grande aiuto per non lasciare indifferente il pubblico e iniziare con una grande accoglienza nel panorama artistico spagnolo.
Debuttò al Trianón Palace di Madrid nel 1911, il più prestigioso Colosseo della città, grazie ad Álvaro Retana, che le diede il nome d'arte La Goya, approfittando di uno dei periodi di rivalutazione del pittore aragonese. Riceveva una paga di cento pesetas al giorno, quando il salario comune per i cupletisti principianti era di sette, oltre al fatto che questo tipo di lavoro era solito iniziare in caffè, baracche, club, ecc. A parte la differenza di stipendio e di classe sociale, che la differenziava da molte altre cupletiste, portava con sé un guardaroba personalizzato per ogni numero, una pratica che presto divenne di moda tra gli altri artisti, giustificando così il suo soprannome di "canzonettista trasformista". In questo primo debutto interpretò Ven y ven, una canzone di propria creazione, che fu un grande successo e ha superato gli ottant'anni dalla sua uscita. La popolarità fu immediata e presto emersero imitazioni delle sue canzoni, abiti e atteggiamenti. Una di loro, Pepita Ramos, si faceva chiamare addirittura La Goyita.

### Il successo
Da questi ottimi inizi, la sua carriera prende una chiara direzione verso l'alto. Nel 1912 si esibisce al Teatro Lara, ottenendo la prima performance di una canzonetista in teatro, e riesce anche ad essere pioniera nella registrazione di cuplés. La sua fama la porta fino a Buenos Aires, che rappresenta il punto culminante per gli artisti spagnoli dell'epoca. La sua popolarità fiorisce in modo tale che appare il marchio «Goya» per profumi, liquori, ventagli, caffè e automobili. Si esibì per la prima volta al Gran Teatre del Liceu il 10 dicembre 1912, in un festival a beneficio dell'Associazione Stampa Quotidiana. Da quel momento ebbe molto successo tra il pubblico barcellonese e fu assunta al Teatro Tívoli, alternandosi a diverse apparizioni nei teatri dell'Avenida del Paralelo, dove fu anche imitata da molti artisti, e nel teatro Eldorado di Plaça de Catalunya.
Durante il suo tour in Sudamerica, si è evoluta dal cuplé ad altre forme musicali, come il tango, il jazz e il cinema. Fu in quel periodo che Aurora Mañanós lasciò le scene, dopo la sua performance al Teatro Princesa, ancora godendo di un grande successo, dopo il suo matrimonio con lo scrittore Tomás Borrás.

### Gli ultimi anni e la morte
Trascorse il resto della sua vita in un ambiente agiato, frequentando ritrovi letterari e salotti della borghesia. Una delle più grandi figure della musica popolare spagnola, morì il 4 giugno 1950, lasciando da un lato un'enorme eredità di una serie di canzoni di grande diversità di generi, come le famose canzoni Ven y ven, Tápame o Balancé e, dall'altro, uno stile e degli atteggiamenti che perdurarono in questo genere.